# Заклікув (гміна)
Гміна Заклікув (пол. Gmina Zaklików) — місько-сільська гміна у східній Польщі. Належить до Стальововольського повіту Підкарпатського воєводства.
Станом на 31 грудня 2011 у гміні проживало 8746 осіб.

## Територія
Згідно з даними за 2007 рік площа гміни становила 202.15 км², у тому числі:
- орні землі: 26.00%
- ліси: 62.00%

Таким чином, площа гміни становить 24.27% площі повіту.

## Населення
Станом на 31 грудня 2011:
| Опис     | Загалом | Загалом | Чоловіки | Чоловіки | Жінки | Жінки |
| -------- | ------- | ------- | -------- | -------- | ----- | ----- |
| одиниця  | осіб    | %       | осіб     | %        | осіб  | %     |
| все      | 8746    | 100     | 4303     | 49.20    | 4443  | 50.80 |
| міське   | 0       | 100     | 0        |          | 0     |       |
| сільське | 8746    | 100     | 4303     | 49.20    | 4443  | 50.80 |

## Сусідні гміни
Гміна Заклікув межує з такими гмінами: Ґошцерадув, Пишниця, Поток-Велькі, Радомишль-над-Сяном, Тшидник-Дужи.